# Єфремкаси
Єфремка́си (рос. Ефремкасы, чув. Ехремкасси) — присілок у Чувашії Російської Федерації, центр Єфремкасинського сільського поселення Аліковського району.
Населення — 227 осіб (2010; 295 в 2002, 318 в 1979, 361 в 1939, 329 в 1926, 267 в 1906, 157 в 1858).
Національний склад (на 2002 рік):
- чуваші — 93 %

## Історія
Засновано 19 століття як околоток присілку Друга Тінсаріна (нині не існує). До 1866 року селяни мали статус державних, займались землеробством, тваринництвом, слюсарством, виробництвом взуття. На початку 20 століття діяло 3 вітряки, 1918 року відкрито початкову школу. 1930 року створено колгосп «1 Травня». До 1927 року присілок входив до складу Асакасинської волості Ядринського повіту, з переходом на райони 1927 року — спочатку у складі Аліковського, у період 1962–1965 років — у складі Вурнарського, після чого знову переданий до складу Аліковського району.

## Господарство
У присілку діють кабінет лікаря загальної практики, клуб, бібліотека, пошта та відділення банку, магазин, їдальня.